# National Invitation Tournament 2008
Il National Invitation Tournament 2008 è stata la 71ª edizione del torneo. Si è disputato dal 18 marzo al 3 aprile 2008. La final four è stata giocata al Madison Square Garden di New York. Ha vinto il titolo la Ohio State University, allenata da Thad Matta. Miglior giocatore del torneo è stato eletto Kosta Koufos.
| Campione NIT 2008             |
| ----------------------------- |
| Ohio State Buckeyes 2º titolo |

## Squadra vincitrice
|    | Naz.                   | Ruolo | Sportivo          |  | Alt. |  |  |
| -- | ---------------------- | ----- | ----------------- |  | ---- |  |  |
| 4  | Stati Uniti (bandiera) | G     | P.J. Hill         |  | 185  |  |  |
| 13 | Stati Uniti (bandiera) | G     | Danny Peters      |  | 188  |  |  |
| 14 | Stati Uniti (bandiera) | G     | Jamar Butler      |  | 188  |  |  |
| 15 | Stati Uniti (bandiera) | C     | Kyle Madsen       |  | 208  |  |  |
| 21 | Stati Uniti (bandiera) | G     | Evan Turner       |  | 201  |  |  |
| 23 | Stati Uniti (bandiera) | G     | David Lighty      |  | 196  |  |  |
| 25 | Stati Uniti (bandiera) | A     | Eric Wallace      |  | 196  |  |  |
| 31 | Grecia (bandiera)      | C     | Kosta Koufos      |  | 213  |  |  |
| 33 | Stati Uniti (bandiera) | G     | Jon Diebler       |  | 198  |  |  |
| 34 | Stati Uniti (bandiera) | G     | Mark Titus        |  | 193  |  |  |
| 42 | Stati Uniti (bandiera) | A     | Matt Terwilliger  |  | 196  |  |  |
| 45 | Stati Uniti (bandiera) | A     | Othello Hunter    |  | 203  |  |  |
| 52 | Stati Uniti (bandiera) | A     | Dallas Lauderdale |  | 203  |  |  |

- Allenatore: Thad Matta